# Arnulf Erich Stegmann
Pour les articles homonymes, voir Stegmann.
Arnulf Erich Stegmann, né le 4 mars 1912 à Darmstadt et décédé le 5 septembre 1984 à Deisenhofen près Munich (de), est un peintre allemand, fondateur et premier président de l’Association des Artistes Peignant de la Bouche et du Pied.

## Biographie
Atteint de poliomyélite à l’âge de deux ans, Arnulf Erich Stegmann perd l’usage de ses mains. Très vite, il commence à écrire et à peindre avec la bouche avec une énergie farouche. Un véritable talent lui permet d’intégrer l’École de l’industrie du livre et du graphisme de Nuremberg. Soutenu par deux de ses professeurs, Erwin von Kormöndy et Hans Gerstacker, il obtient son diplôme.
Soucieux de gagner sa vie et de vivre de son art, il crée sa propre maison d'édition en 1932. Elle lui permet de commercialiser des cartes comportant des reproductions de ses œuvres.
Mais, ses œuvres de critique sociale lui valent un emprisonnement de 15 mois en 1934. Libéré le 4 mars 1936, il s’installe à Deisenhofen. Nous surveillance politique jusqu'à la fin de la guerre en 1945, il lui sera interdit de peindre et de publier ses œuvres.
En 1945, A. E. Stegmann relance sa maison d'édition sous le nom très évocateur de Malgré tout. Encouragé par son succès commercial passé, il veut donner la possibilité à d’autres peintres atteints d’un handicap d’être financièrement indépendants grâce à leur travail artistique. Il entreprend de nombreux voyages à la recherche d’autres peintres de la bouche et du pied, pour concrétiser son idée d’association et pour diffuser les œuvres artistiques des membres de celle-ci.
Cet organisme d’entraide pour les Artistes Peignant de la Bouche et du Pied naît en 1953-1954 sous le nom de Ligue des Artistes Peignant de la Bouche et du Pied. En 1957, il fonde l'Association Internationale des Artistes Peignant de la Bouche et du Pied (AAPBP). Arnulf Erich Stegmann en restera le Président jusqu'à sa mort. Aujourd'hui, l’AAPBP regroupe plus de huit cents artistes, qui grâce à Arnulf Erich Stegmann ont acquis l'indépendance et la reconnaissance de leur talent.